# ТЕС Райнгафен-Карлсруе
49°00′45″ пн. ш. 8°18′10″ сх. д. / 49.0125° пн. ш. 8.3027777777778° сх. д.
ТЕС Райнгафен-Карлсруе (нім. Rheinhafen-Dampfkraftwerk Karlsruhe) управляється Energie Baden-Württemberg Kraftwerke AG (EnBW; Badenwerk AG до 1997 року) і складається з двох різних типів електростанцій: електростанції, що працює на кам’яному вугіллі, потужністю 1351 МВт 

і парогазової електростанції, яка працює з 1998 р. (GuD) потужністю бл. 365 МВт.
Електростанція розташована на Рейні, безпосередньо біля входу в Рейнський порт Карлсруе, який і дав назву електростанції. Електростанція складається з восьми блоків, з яких наразі працюють лише два. 
Необхідна вода для охолодження надходить з Рейну, і в той же час кам'яне вугілля доставляється річковими суднами річкою.
У 2021 році електростанція досягла нового максимуму шкідливих для клімату викидів з 4 156 873 тонн CO₂ на рік. 

## 1–6 блоки
Блоки 1–6 потужністю від 100 до 180 МВт кожен побудовані в 1950-60-х рр.
Блоки 1—3 були зупинені та частково переобладнані та підготовлені як гостьова електростанція.
Колишній вугільний блок 4 у середині 1990-х років переобладнали на сучасний газопаровий блок. 
Для цього була знесена стара котельна система та замінена на потужну газову турбіну Alstom GT26 

з котлом-утилізатором. 
Парова турбіна може продовжувати використовуватися після масштабної реконструкції та капітального ремонту. 
Галузь застосування цієї електростанції — виробництво електроенергії пікового навантаження. 
З 4 квітня 2017 року блок 4 знаходиться в холодному резерві 
 
і використовується лише на вимогу TransnetBW}}, якщо це необхідно для забезпечення стабільності мережі. 

Блоки 5 і 6 також знаходяться в холодному резерві; кожен блок має паровий котел, який працює на газі. 
Використовують залізобетонний димар висотою 200 метрів із загальною трубою димоходу.

## Блок 7
У 1981-85 рр. енергоблок № 7 побудований як електростанція середнього навантаження потужністю 517 МВт 
, для якої була побудована нова димова труба висотою 233 м. 
З самого початку блок мав десульфурацію та денітрифікацію димових газів.
Мережа централізованого теплопостачання Stadtwerke Karlsruhe додатково забезпечується центральним опаленням через систему комбінованого теплопостачання та електроенергії. 
Тут можливий максимальний відбір 220 МВт, що підвищує коефіцієнт використання електростанції з 46% до 58%, якщо відбір відбудеться.
З 2003 року також дозволено спалювати нафтовий кокс.
У 2021 році була подана заявка на зміну дозволу на продовження діяльності та розпочато збір підписів проти цього проекту. 

У жовтні 2021 року EnBW оголосила, що зареєструє блок 7 для виведення з експлуатації не пізніше середини 2022 року. 
Тоді Федеральне мережеве агентство перевірить, чи можна підтримувати блок як системний резерв мережі або його можна остаточно вимкнути. 

Однак у липні 2022 року EnBW вирішив не виводити з експлуатації блок 7. 
За словами прес-секретаря, енергоблок 7 продовжуватиме працювати «принаймні до кінця зими 2023/2024 рр. 
. 
Навіть після того, як EnBW оголосила про поступову відмову від спалювання вугілля до 2028 року, у Карлсруе не планується достроковий «перехід на чисте паливо» (перехід на природний газ або водень). 

27 травня 2024 року блок 7 був фактично закрито 
, 
але залишиться в системній релевантності, тобто він продовжуватиме ефективно працювати. 

## Блок 8

### Історія

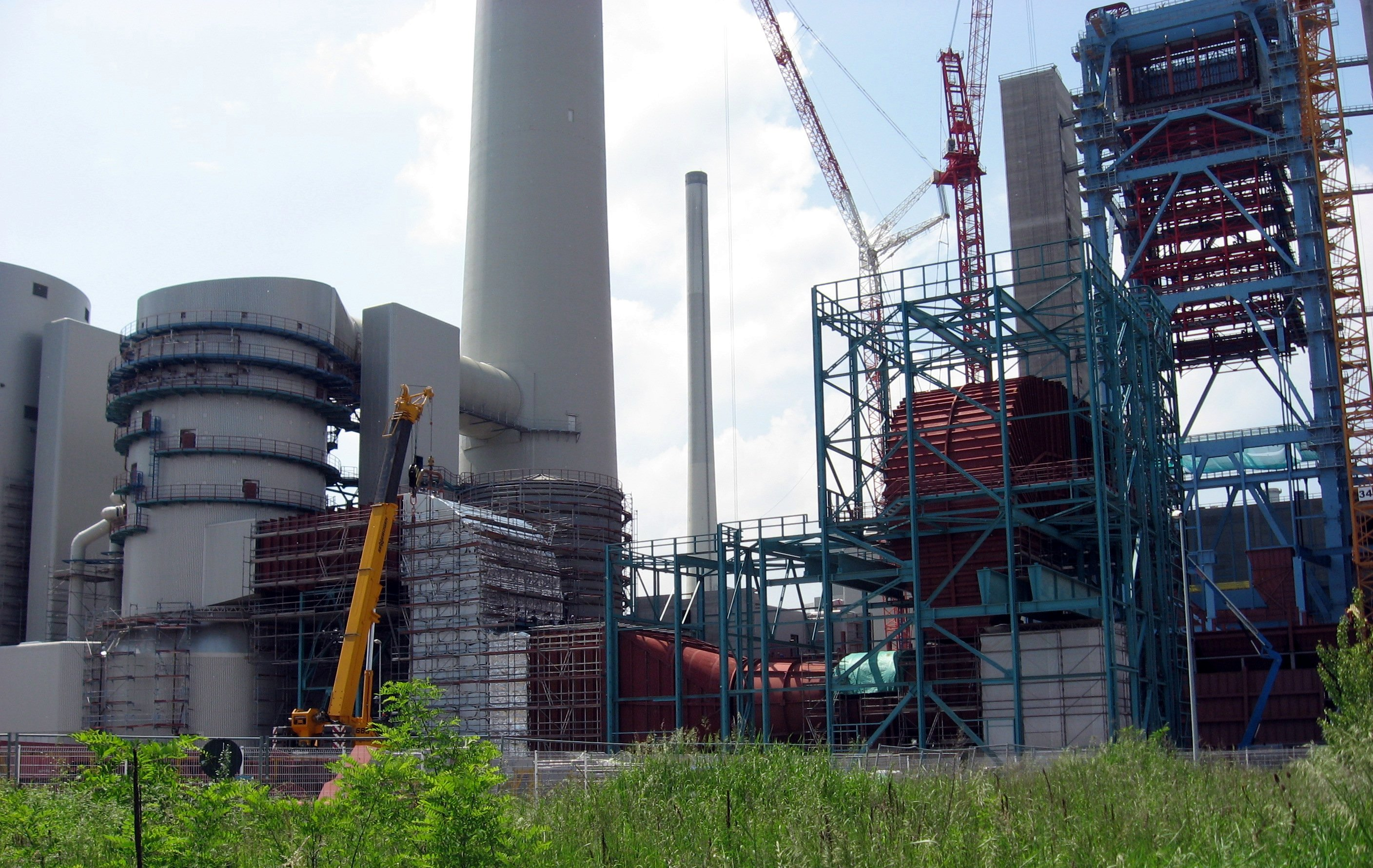
Вид на будівельний майданчик нового блоку 8

У 2008-14 рр. на ділянці був побудований новий кам’яновугільний блок (РДК-8) електричною потужністю 834 МВт (нетто) 
. 
За своєю конструкцією він багато в чому ідентичний блоку 9 Мангаймської ТЕС, яка була введена в експлуатацію у 2015 році, що призвело до зниження витрат на будівництво. 
З травня 2014 року працює на постійній основі. 

Спочатку блок планувалося ввести в експлуатацію у 2012 році, але введення в експлуатацію було відкладено через проблеми з доставкою і виготовленням комплектуючих. 
Раніше були затримки в будівництві котла, який був виготовлений із спеціальної сталі нового типу, щоб мати можливість працювати з температурою пара понад 600 °C. 
У серпні 2013 року сталася пожежа в машинному приміщенні. 
Пошкодження усунули та продовжили дослідну експлуатацію. 
Вперше повне навантаження було досягнуто в дослідній експлуатації 12 грудня 2013 року. 

Вартість будівництва склала близько 1,3 млрд євро 
, 
спочатку передбачалося, що вона становитиме близько 1 млрд євро.

### Операції
ККД нового блоку становить 46%, потреба вугілля при повному завантаженні становить 313 тонн кам'яного вугілля на годину. 
До 220 МВт централізованого опалення також можна відібрати для подачі в мережу централізованого теплопостачання міста Карлсруе. 

Для цього пара видаляється перед останнім ступенем турбіни. 
Навіть якщо в результаті електрична ефективність знижується, рівень використання досягає 58%.
Новий блок має теплову потужність 1999 МВт. 
Також є три допоміжні парогенератори, кожен потужністю 28 МВт. 
Вони виробляють 2350 т пари на годину при температурі 600 °C і тиску 275 бар. 
Після першого ступеня турбіни пара вдруге нагрівається в котлі до 620 °C пароперегрівачем, щоб підвищити ККД турбін.

### Охолодження
Для охолодження конденсатора потрібна приблизно 25 м³/с води. 
Теплоелектростанція має власну малу гідроелектростанцію, щоб рекуперувати частину потенційної енергії, яка потрібна для перекачування охолоджувальної води в систему, і таким чином підвищити ККД електростанції. 
Турбіна має потужність до 1,8 МВт.
Як і чинні блоки, блок охолоджується рейнською водою, для чого була побудована нова структура скидання в Рейн, а стара структура забору була розширена. 
Для того, щоб електростанція могла працювати навіть влітку, коли температура води в Рейні висока, була побудована 80-метрова градирня, яка через малу висоту (щоб вона не височіла над іншими будівлями і таким чином не погіршувала ландшафт)) була обладнана вентиляторами. 
Охолоджуюча вода випускається безпосередньо в Рейн, поки вона не буде використана. 
При температурі води Рейну до 22,5 °C градирня може використовуватися опціонально, з 22,6 °C градирня використовується за планом, а з 24,4 °C працює з повним навантаженням. 
Якщо температура Рейну вище 28 °C, охолоджувальна вода може бути скинута в Рейн лише за винятковим дозволом. 
Весь комплекс електростанцій може нагріти Рейн максимум на 1° К.
Димохід нового блоку, який був побудований у 2008 році, має висоту 230 метрів і побудований як димохід з мокрою тягою без повторного підігріву димових газів, тому оснащений пластиковою трубою з внутрішньої сторони, яка виступає на кілька метрів за кінець димохід для запобігання корозії бетону димовими газами.

## Доставка вугілля
Вугілля, необхідне для електростанції, доставляється безпосередньо на електростанцію через порт Карлсруе кораблями із Роттердама. 
Близько 1000 суден на рік для транспортування необхідного вугілля.
З метою підвищення надійності постачання вугільний склад буде розширено до 450 тис. т, а також будуть розширені поставки залізницею. 
Наприкінці квітня 2012 року регіональна рада Карлсруе схвалила розширення колійної системи, яка простягається до вугільного сховища електростанції. Розширення стосується дільниці довжиною 700 м. 
Крім того, модернізують чинну вугільну колію. 
Якщо внаслідок низьких або високих припливів або аварій суден судноплавство через Рейн буде меншим або взагалі відсутнім, електростанцію можна живити лише вантажними поїздами. 
Незалежно від судноплавства Рейну, розширений комплекс електростанцій у майбутньому забезпечуватиметься вугіллям цілий рік не лише кораблями, а й вантажними потягами, хоча доставка вугілля водним транспортом є найвигідніша.